# Sixth United States Army
Die Sixth United States Army (deutsch 6. US-Armee) ist eine Armee der United States Army, die derzeit als Land Component Command des United States Southern Command (United States Army South, kurz USARSO) dient. Im Zweiten Weltkrieg wurde sie auf dem pazifischen Kriegsschauplatz eingesetzt.

## Geschichte
Die Armee wurde im Januar 1943 unter dem Befehl von Generalleutnant Walter Krueger aufgestellt, sie trug ab April die Codebezeichnung Alamo Force. Sie wurde erstmals während der Operation Cartwheel zur Isolierung der japanischen Basis Rabaul auf Neubritannien eingesetzt. Nach dem Abschluss der Operation führte sie gemeinsam mit der australischen Armee Einsätze an der Nordküste Neuguineas durch.
Im September 1944 wurde sie auf Neuguinea durch die 8th US Army abgelöst und nahm Mitte Oktober an der Landung auf und Schlacht um Leyte teil. Die 6. Armee landete am 20. Oktober 1944 an unterschiedlichen Strandabschnitten an der Ostküste von Leyte. Die Invasion wurde durch die 7th US-Fleet unter Vizeadmiral Kinkaid mit etwa 700 Schiffen, einschließlich 157 Kriegsschiffen gedeckt.
Das X. Corps unter Generalmajor Sibert landete am nördlichen Sektor, das XXIV. Corps unter Generalmajor Hodge auf einem etwa 25 km südlicher liegenden Strandabschnitt. Das X. Corps (1st US Cavalry Division und 24th Infantry Division) konnte bis zum 21. Oktober Tacloban mitsamt seinen Flugfeldern einnehmen und die Straße zwischen Leyte und Samar sichern. Das XXIV. Corps (7th und 96th und später 32nd und 77th Infantry Division) hatte das südliche Gebiet des Leyte Valleys unter Kontrolle zu bringen. Die japanischen Kräfte wurden darauf im Umkreis von Baybay zur Abwehr konzentriert, um den gegnerischen Aufstieg zur westlichen Küste des Ormoc Valley zu stoppen.
Bekannteste Einheit der Sixth United States Army war ihre selbständige Aufklärungseinheit, die US 6th Army Special Reconnaissance Unit, die unter dem Namen „Alamo Scouts“ bekannt wurde und 197 POW aus der Kriegsgefangenschaft der Japaner befreite. Diese wurde auf unmittelbaren Befehl des Army Commanders Walter Krueger aufgestellt.
Im Dezember 1944 wurde die 6th US Army durch die 8th US Army abgelöst und bereitete sich auf die Landung auf Luzon vor. Am 9. Januar 1945 landete sie im Golf von Lingayen und sicherte nach dem Zusammentreffen mit der 8. Armee bei Manila den nördlichen Teil Luzons. Die 6th US Army war bei der nicht durchgeführten Operation Downfall für die Landung auf Kyūshū vorgesehen.
Nachdem sie für kurze Zeit an der Besetzung Japans teilgenommen hatte, wurde die 6. Armee in die Vereinigten Staaten zurückverlegt und nahm ihr neues Hauptquartier im Presidio von San Francisco. Sie war dann für die Ausbildung von Armeeeinheiten in einem Teil der kontinentalen USA zuständig, bis sie 1995 aufgelöst wurde.
2008 erfolgte die Reaktivierung als United States Army South (Sixth Army) mit Hauptquartier in Fort Sam Houston, Texas.

### Befehlshaber (1943–1991)

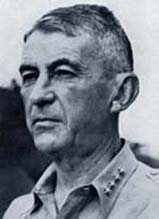
General Walter Krueger

- Lieutenant General Walter Krueger (Januar 1943 – Januar 1946)
- Lieutenant General Joseph Stilwell (Februar – Oktober 1946)
- Generalmajor George P. Hays (Oktober 1946 – Juni 1947) (kommissarisch)
- Lieutenant General Mark Wayne Clark (Juni 1947 – September 1949)
- Lieutenant General Albert Wedemeyer (Oktober 1949 – Juli 1951)
- Lieutenant General Joseph M. Swing (1951–1954)
- Lieutenant General Willard G. Wyman (1954–1955)
- Lieutenant General Robert Nicholas Young (1955–1957)
- Lieutenant General Lemuel Mathewson (1957–1958)
- Lieutenant General Charles D. Palmer (1958–1959)
- Lieutenant General Robert M. Cannon (1959–1961)
- Lieutenant General John L. Ryan (1961–1963)
- Lieutenant General Frederic J. Brown (1963–1965)
- Lieutenant General James L. Richardson (1965–1967)
- Lieutenant General Ben Harrell (1967–1968)
- Lieutenant General Stanley R. Larsen (1968–1971)
- Lieutenant General Alexander D. Surles (1971–1972)
- Lieutenant General Richard G. Stilwell (1972–1973)
- Lieutenant General Elvy B. Roberts (1973–1975)
- Lieutenant General Edward M. Flanagan Jr. (1975–1978)
- Lieutenant General Eugene P. Forrester (1978–1980)
- Lieutenant General Charles M. Hall (1980–1981)
- Lieutenant General David E. Grange Jr. (1981–1984)
- Lieutenant General Robert Arter (1984–1986)
- Lieutenant General Frederick F. Woerner Jr. (1986–1987)
- Lieutenant General James E. Moore Jr. (1987–1989)
- Lieutenant General William Hardin Harrison (1989–1991)
- Lieutenant General Glynn C. Mallory Jr. (1991–1995)